# Patricia Dainton
Patricia Dainton (* 12. April 1930 in Hamilton, South Lanarkshire, Schottland als Margaret Bryden Pate; † 31. Mai 2023) war eine britische Schauspielerin in Film, Fernsehen und Theater. Sie spielte in den 1940er, 1950er und 1960er Jahren verschiedene Rollen in britischen Kinoproduktionen. Darunter in Filmen wie Das tanzende Wien, Paul Temple und der Fall Marquis, Die blinde Spinne, Der Mann aus der Fremde oder Das Dritte Alibi.

## Leben und Karriere
Patricia Dainton wurde 1930 in Hamilton, Schottland als Tochter der Theateragentin Vivienne Black geboren. Patricia begann ihre Filmkarriere 1947 in einer kleinen Nebenrolle in John Paddy Carstairs Kriminalfilm Dancing with Crime mit Richard Attenborough in der Hauptrolle. Ihre erste eigene Hauptrolle bekam sie 1952 unter der Regie von Maclean Rogers in dem Kriminalfilm Hammer the Toff an der Seite von John Bentley. Im Jahre 1957 spielte sie zusammen mit Skip Homeier in dem Kriminalfilm Die blinde Spinne. In einer Nebenrolle trat auch Sean Connery auf.
Bereits im Jahre 1950 hatte sich Patricia Dainton auch dem Fernsehen zugewandt und spielte dort zumeist in Episoden von Serien, unter anderem in Sixpenny Corner. Weitere Auftritte hatte sie in The Inch Man oder in der Serie White Hunter.
Zu Beginn der 1960er Jahre sah man sie in ihrem letzten Kinofilm, in Montgomery Tullys Thriller Das Dritte Alibi neben Laurence Payne. In ihrer Filmkarriere arbeitete sie unter anderem mit Regisseuren wie Montgomery Tully (mehrfach), Francis Searle, Wolf Rilla, Lance Comfort, Muriel Box, John Guillermin, David MacDonald, Henry Cass, Maclean Rogers, Harold French oder Arthur Crabtree zusammen.
Patricia Dainton war von 1952 bis zu seinem Tode im Jahre 2010 mit Norman Williams verheiratet, das Paar bekam vier Kinder.

## Filmografie (Auswahl)

### Kino
- 1947: Dancing with Crime
- 1947: The Inheritance
- 1948: Love in Waiting
- 1948: A Piece of Cake
- 1949: Don’t Ever Leave Me
- 1950: Das tanzende Wien (The Dancing Years)
- 1952: Hammer the Toff
- 1952: Castle in the Air
- 1952: Paul Temple und der Fall Marquis (Paul Temple Returns)
- 1952: Tread Softly
- 1953: Operation Diplomat
- 1957: Die blinde Spinne (No Road Back)
- 1957: Der Mann aus der Fremde (The Passionate Stranger)
- 1957: At the Stroke of Nine
- 1959: Zeuge im Dunkeln (Witness in the Dark)
- 1960: The House in Marsh Road
- 1961: Ticket to Paradise
- 1961: Das Dritte Alibi (The Third Alibi)

### Fernsehen
- 1950: The Song in the Forest (Fernsehfilm)
- 1951: The Inch Man (Fernsehserie, 1 Episode)
- 1955–1956: Sixpenny Corner (Fernsehserie, 179 Episoden)
- 1958: White Hunter (Fernsehserie, 2 Episoden)